# Yacimientos Petrolíferos Fiscales (empresa histórica)

La empresa petrolera estatal Yacimientos Petrolíferos Fiscales (YPF) de Argentina, entre 1922 y 1990, fue una de las principales empresas públicas del país sudamericano, antes de su constitución como YPF S. A. y posterior privatización.
Fue fundada en 1922 por el presidente Hipólito Yrigoyen, por idea del coronel Enrique Mosconi, y significó, en el siglo XX, el impulso de un nacionalismo económico petrolero en el país, la creación de pueblos en diversas regiones y el desarrollo de una flota estatal de petroleros.
Sus trabajadores constituyeron el movimiento obrero petrolero y estuvieron representados por el Sindicato Unido Petroleros del Estado (SUPE; sindicato perteneciente a la CGT), fundado en 1944 durante el peronismo. Este movimiento obrero fue víctima de persecución durante las dictaduras cívico-militares de los períodos 1955-1958, 1966-1973 y 1976-1983 e incluso sufrió la pérdida de miembros a manos del terrorismo de Estado.
La empresa tuvo diferentes formas como entidad. Fue una dirección general entre 1922 y 1950, una división de la empresa ENDE entre 1950 y 1954, una Empresa del Estado entre 1954 y 1974 y, por último, una Sociedad del Estado entre 1974 y 1990.
En la década de 1990 fue privatizada y vendida a la compañía Repsol y llegó a su fin como entidad estatal, con obreros desocupados y manifestaciones que marcaron el surgimiento del movimiento piquetero.

## Antecedentes
Previo a la fundación de Yacimientos Petrolíferos Fiscales, en 1907 se descubrió el primer yacimiento de petróleo en cercanías de la ciudad de Comodoro Rivadavia, (entonces territorio nacional del Chubut).  Este trascendental hallazgo motivó al Estado argentino a crear la Dirección General de Explotación de Petróleo de Comodoro Rivadavia, para la explotación de los yacimientos petrolíferos localizados en tierras fiscales.
Ante el estallido de la Primera Guerra Mundial en 1914, dentro de la clase política se torció la pulseada a favor por una mayor inversión en la explotación petrolífera. De todos modos, el incremento de la inversión recién llegaría luego de terminada la guerra en Europa. Además, y a pesar de la falta de mano de obra para las operaciones, causada fundamentalmente por los altos costos de vida de Comodoro Rivadavia, la dirección general obtuvo paulatinamente obreros para el yacimiento.

## Fundación y desarrollo inicial

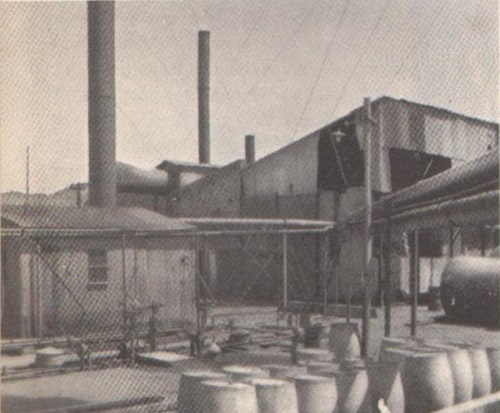
Destilería de Comodoro Rivadavia (1925).

Fue creada el 3 de junio de 1922 por decreto presidencial de Hipólito Yrigoyen, como una dirección general dependiente del Ministerio de Agricultura de la Nación. Fue designado presidente de la dirección general el coronel Enrique Mosconi, (cargo que mantuvo hasta 1930), ideólogo y fundador de la empresa.
Mosconi en su gestión aplicó medidas tendientes a pacificar los conflictos obreros (vigentes de la década de 1910). También, la creación de YPF generó, en los años veinte, un auge de nacionalismo y un sentimiento antiestadounidense entre la población. La Unión Cívica Radical, partido gobernante desde 1916, defendía la nacionalización del combustible con un discurso sustentado en la soberanía y la defensa de los recursos naturales. Irigoyen y Mosconi eran los principales referentes de este discurso. Dentro de esto, existía un debate en torno al modelo a seguir. Por un lado, se proponía un monopolio estatal, defendido por Irigoyen; y, por el otro, la creación de sociedades mixtas, defendida por Alvear (presidente de Argentina entre 1922 y 1928).
En 1925 se fundó la destilería de La Plata (provincia de Buenos Aires); y, en 1929, la destilería de Campamento Vespucio (provincia de Salta). Asimismo, en esta época creció la flota de buques petroleros para el transporte del producto desde el yacimiento de Comodoro Rivadavia a través del mar argentino. En el acto de su creación, la dirección general de YPF había recibido una flota de buques tanque del Ministerio de Marina.
Los campamentos de obreros establecidos en los yacimientos sirvieron de base para la formación posterior de ciudades. El objetivo de Mosconi era crear un fuerte sentimiento de identificación entre los trabajadores y la empresa. Desde la etapa inicial, se construyeron en Comodoro Rivadavia conjuntos de viviendas destinadas a los trabajadores y sus familias, se establecieron servicios de salud y educación y se implementaron acciones de asistencia social. Todas estas medidas respondían al propósito de favorecer el arraigo y la permanencia de los trabajadores, y colaboraban con el desarrollo general de la zona, como la creación del hospital Presidente Alvear de Comodoro Rivadavia, inaugurado en 1924, que brindaba servicios a los trabajadores, sus familias y la comunidad en general.
Hacia 1924 la explotación en Comodoro Rivadavia se desarrollaba mediante maquinaria de vapor. El recurso hídrico, imprescindible tanto para la operación del yacimiento como para el consumo humano, era extremadamente escaso y dependía de los pozos ubicados en Manantiales Behr. Esta limitación a las posibilidades de crecimiento fue superada a principios de 1927, cuando se puso en operaciones una usina que permitió reemplazar los motores a vapor por motores eléctricos. Esta reconversión disminuyó los costos de montaje, operación y mantenimiento de los distintos elementos vinculados a la extracción.
El incremento de la extracción y el hallazgo de nuevos yacimientos evidenció la necesidad de mejorar la logística vinculada a la producción. Entre 1923 y 1927 se adquirieron los buques tanque «Ministro Lobos», «Flotentino Ameghino» y «Ministro Frers». En 1929 se puso en operaciones el primer oleoducto entre Cañadón Perdido y Comodoro Rivadavia. En esa primera etapa se instalaron depósitos en las ciudades de Rosario y Concepción del Uruguay, y se mejoraron y ampliaron las instalaciones portuarias de las ciudades de Buenos Aires y Comodoro Rivadavia, entre otras obras de infraestructura. En paralelo se impulsó la formación de especialistas mediante cursos de capacitación en la escuela industrial. A fines de 1929 se creó el Instituto del Petróleo a partir de la iniciativa de Ricardo Rojas, entonces rector de la Universidad de Buenos Aires, con el objetivo de promover la investigación científica sobre todo lo vinculado al petróleo y sus derivados.
Entre 1922 y 1930 la producción se incrementó de 450 000 m³ a 1 400 000 m³ en las explotaciones de Comodoro Rivadavia (cuenca del golfo San Jorge) y de 5000 m³ a 180 000 m³ en Plaza Huincul (cuenca neuquina). En la década de 1930 las tareas de exploración permitieron el hallazgo de nuevos yacimientos en Mendoza, el sur de Comodoro Rivadavia, Neuquén y Salta.
Mosconi renunció al cargo de director general después del golpe de Estado de septiembre de 1930 liderado por el general de división José Félix Uriburu.
El interés de las Fuerzas Armadas por el yacimiento de Comodoro Rivadavia (y por la región patagónica en general) no era menor y en 1935 el Ejército Nacional estableció el Regimiento n.º 8 de Infantería. Años más tarde, el gobierno de facto denominado «Revolución del 43» creó en 1944 la «Gobernación Militar de Comodoro Rivadavia», sobre parte de los territorios nacionales del Chubut y de Santa Cruz, con el objetivo de proteger esta región en el escenario de la Segunda Guerra Mundial por entonces en curso. La imposición de un gobernador militar significó la interrupción de los derechos políticos así como la persecución del comunismo.
En el año 1940 se fundó la destilería de Luján (provincia de Mendoza), la segunda más grande del país.
Con el objeto de buscar carbones para su explotación, en 1941 la dirección general de YPF creó la «División Carbón Mineral» de la compañía; y en 1943 inició la explotación del mayor yacimiento carbonífero de Argentina: el yacimiento de Río Turbio (territorio nacional de Santa Cruz). La ciudad de Río Turbio considera la fecha de la llegada de YPF (14 de diciembre de 1942) como el día de su fundación. A principios de 1946 la Dirección General de Combustibles Sólidos Minerales se hizo cargo de la explotación de los carbones y absorbió a la División Carbón Mineral (que se disolvió).
A partir de 1935 se produjo un crecimiento sostenido en los volúmenes de extracción de los yacimientos operados por YPF. Desde 1938 superaron a los yacimientos operados por las empresas privadas, cuya producción se mantuvo estable.
| Año  | YPF    | Empresas privadas | Total  |
| ---- | ------ | ----------------- | ------ |
| 1930 | 827,4  | 603,9             | 1431,3 |
| 1931 | 873,5  | 987,8             | 1861,3 |
| 1932 | 902,2  | 1186,7            | 2088,9 |
| 1933 | 921,7  | 1254,8            | 2176,5 |
| 1934 | 943,9  | 1394,2            | 2338,1 |
| 1935 | 835,5  | 1329,0            | 2160,5 |
| 1936 | 1140,0 | 1317,3            | 2457,3 |
| 1937 | 1261,7 | 1338,2            | 2599,9 |
| 1938 | 1430,6 | 1284,2            | 2714,8 |
| 1939 | 1625,1 | 1334,0            | 2959,1 |
| 1940 | 1983,3 | 1293,0            | 3276,5 |
| 1941 | 2226,8 | 1273,0            | 3499,8 |
| 1942 | 2446,7 | 1322,9            | 3769,6 |
| 1943 | 2632,9 | 1315,5            | 3948,4 |
| 1944 | 2576,3 | 1275,7            | 3852,0 |

## De 1943 a 1955
En 1944 los obreros de YPF fundaron el Sindicato Unido Petroleros del Estado (SUPE), de ideología peronista. Dos años más tarde, en 1946, los obreros crearon la Federación de Sindicatos Unidos Petroleros del Estado. El SUPE se unió a la Confederación General del Trabajo en 1949 y apoyó la reforma constitucional de ese año impulsada por el primer gobierno de Juan Perón (1946-1952). Producto de dicha reforma, la Constitución de Argentina declaró en su artículo 40 «…los yacimientos de petróleo, de carbón y de gas (…) son propiedad imprescriptibles e inalienables de la Nación…».

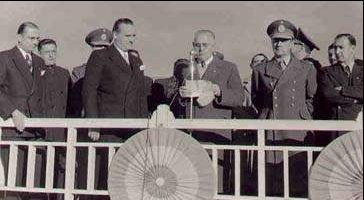
Administrador del yacimiento Comodoro Rivadavia de YPF, Teodoro Platz, junto con el gobernador militar de Comodoro Rivadavia, Julio Lagos (1949).

También durante este período, el Estado descubrió yacimientos petrolíferos en Campo Durán y Madrejones (ambos en la provincia de Salta), Plaza Huincul (territorio nacional del Neuquén) y Río Gallegos (territorio nacional de Santa Cruz), entre otros. Para su desgracia, la empresa no pudo enfrentar todo esto por los límites del presupuesto.
Al mismo tiempo, el gobierno peronista otorgó múltiples beneficios sociales a los obreros de YPF, que incluyen la construcción de un hospital para SUPE en Ensenada y un fondo para viviendas. Los obreros de la empresa mayormente adherían al movimiento peronista.
A partir de 1946, en el interior de la empresa, los obreros petroleros estaban divididos en dos sindicatos, por un lado el Sindicato de Obreros y Empleados de YPF (autónomos) y el Sindicato del Personal de YPF (peronistas). El segundo de ellos obtuvo reconocimiento del SUPE.
En julio de 1944 la empresa había pasado al ámbito de la Dirección Nacional de la Energía, en la Secretaría de Industria y Comercio de la Nación; y en agosto de 1950 el gobierno creó «Empresas Nacionales de Energía» (ENDE), como organismo dependiente del Ministerio de Industria y Comercio, que aglutinó las diferentes direcciones generales del área de la energía (las que cada una adicionó la sigla «ENDE» al final de su nombre) que incluyó a YPF.
Entre 1950 y 1951, la empresa adquirió los buques tanque Islas Malvinas, Islas Georgias e Islas Orcadas (gemelos). Además, incorporó los buques General Pueyrredón, General San Martín, Eva Perón y Presidente Perón; todos construidos en Inglaterra.
En 1954 el Poder Ejecutivo disolvió Empresas Nacionales de Energía y Yacimientos Petrolíferos Fiscales (ENDE) pasó a constituir una «Empresa del Estado». Después en 1956 desagregó la sigla «ENDE» de su nombre a la vez que autorizó a la empresa a utilizar indistintamente su nombre completo o la sigla «YPF».
En mayo de 1955 Perón firmó un contrato con la compañía estadounidense Standard Oil mediante el cual YPF entregaba a esta una vasta área petrolífera de 4 980 000 ha en el territorio nacional de Santa Cruz. El presidente reconocería la incapacidad de YPF para lograr el monopolio estatal y sostuvo, a diferencia de Irigoyen, que el nacionalismo petrolero no radicaba en la propiedad del capital sino en la sustitución de la importaciones de crudo.
Durante el golpe de Estado del 19 de septiembre de 1955 (autodenominado «Revolución Libertadora»), el Comando Revolucionario Naval atacó La Plata y se produjo una batalla entre las fuerzas golpistas y las fuerzas leales al gobierno. En el curso de este enfrentamiento, el crucero ARA Nueve de Julio de la Armada Nacional (del bando golpista) bombardeó y destruyó los tanques de combustible de YPF en la costa. Posteriormente, la amenaza de bombardeo a la destilería de La Plata forzó la renuncia de Perón y sus ministros. Además, motivó a las poblaciones en Berisso y Ensenada a abandonar sus ciudades para marchar a La Plata.
En el marco de la política de persecución del movimiento peronista impulsada por el dictador Pedro Aramburu (quien asumió en noviembre de 1955), la dictadura creó una «comisión de investigación» para investigar a YPF y expulsó a los empleados peronistas. Además, como parte del proceso de «desperonización», fueron renombrados los buques Eva Perón y Presidente Perón como «Fray Luis Beltrán» y «General Las Heras», respectivamente.
Bajo esta dictadura, el movimiento obrero estuvo dividido en dos grandes grupos: la Organización General Mosconi, favorable a los principios de la dictadura; y la Asociación Amigos de YPF, proclive a la paz entre los trabajadores.

## De 1955 a 1989

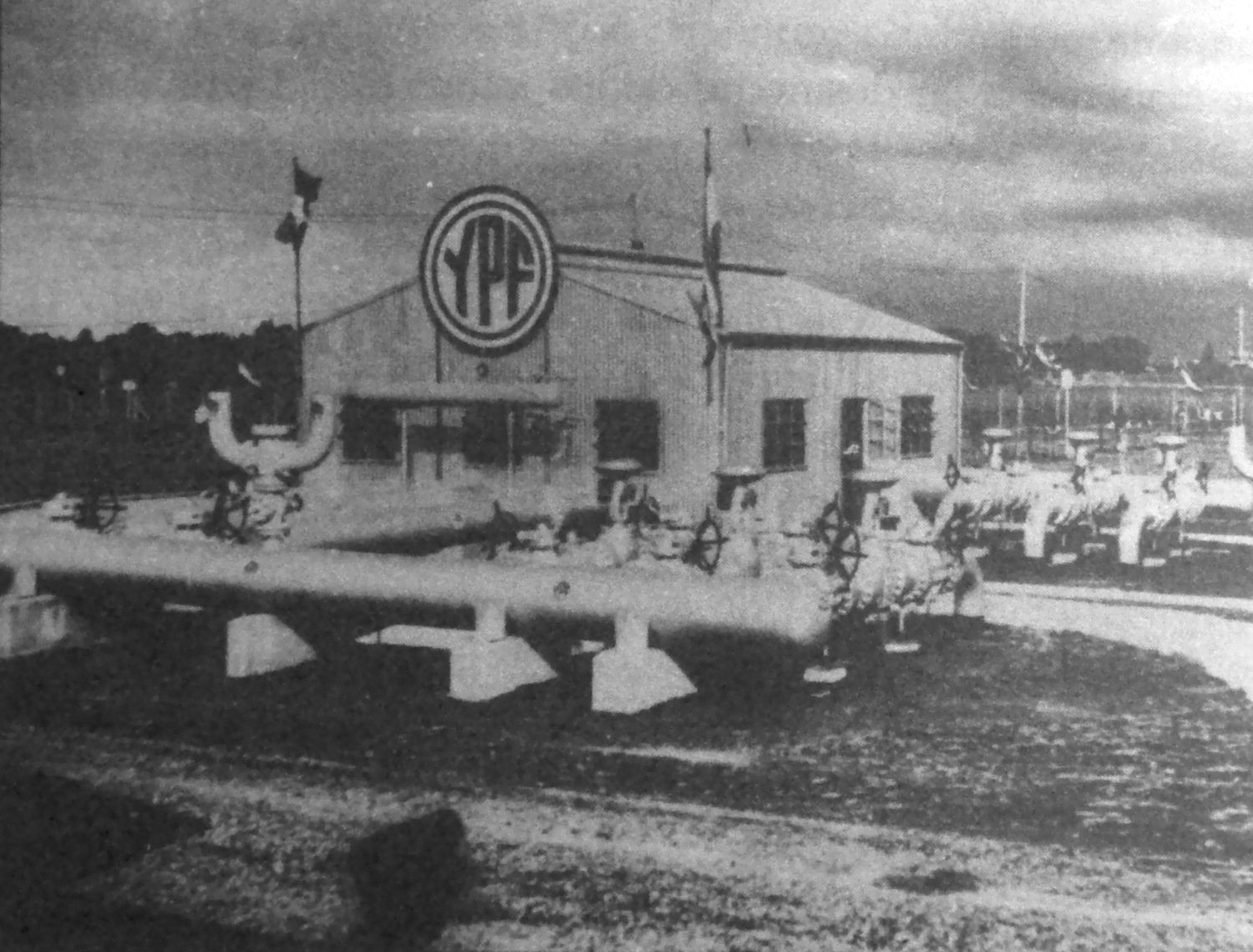
Campo Durán (1959)

Tras la caída de Perón, el gobierno de facto del general de división Eduardo Lonardi (designado presidente provisional de la Nación) anuló el contrato con Standard Oil. El líder derrocado sostendría después que YPF no era capaz de llevar a cabo por sí sola su labor por inferioridad financiera, tecnológica y organizativa frente a las compañías privadas. También en 1956 la dictadura derogó la carta magna de 1949 y restableció la original de 1853 eliminando de este modo el art. 40.
En 1958 el presidente Arturo Frondizi firmó nuevamente contratos con las compañías petroleras de origen estadounidense. Posteriormente en 1963 el presidente Arturo Umberto Illia anuló los contratos firmados por Frondizi. En 1958 la empresa pasó a depender de la Secretaría de Energía y Combustibles, en la jurisdicción del Ministerio de Hacienda.
Entre 1960 y 1962, la empresa adquirió los buques Cutral Co, General Baldrich, Luján de Cuyo y Plaza Huincul.
En 1966 inició la dictadura autodenominada «Revolución Argentina». El gobierno de facto de Juan Carlos Ongania (1966-1970) permitió el crecimiento de la actividad privada, en detrimento de YPF. Le siguió la administración de Roberto Marcelo Levingston (1970-1971), la cual implementó una política favorable a la empresa estatal. En este período se destaca la huelga de petroleros en La Plata, Ensenada y Berisso de 1968. Se trataba de trabajadores de la destilería de La Plata que manifestaban su descontento con las políticas laboral y petrolera de la dictadura. La huelga se reprodujo en el resto del país.
Fue también en 1968 cuando ocurrió un desastre. Los buques Cutral Co, Fray Luis Beltrán e Islas Orcadas sufrieron graves daños a raíz de una explosión que produjo un incendio devastador; todas las naves fueron dadas de baja.
Hacia el fin de la dictadura, y gracias al acuerdo de comunicaciones, celebrado en 1971 entre Argentina y el Reino Unido, YPF instaló una planta en Stanley, islas Malvinas.
En 1973 inició la construcción de una nueva destilería en Plaza Huincul (provincia del Neuquén), la cual fue fundada en 1976. También en noviembre del mismo año, YPF pasó a integrar la Corporación de Empresas Nacionales, dependiente del Ministerio de Economía. Fue en esta época cuando YPF cambió su tipo societario, convirtiéndose en una «Sociedad del Estado», gracias a la Ley de Sociedades del Estado de 1974.
Yacimientos Petrolíferos Fiscales S. E., al igual que las otras empresas públicas, no estuvo libre del terrorismo de Estado ejercido por la dictadura autodenominada «Proceso de Reorganización Nacional» (1976-1983). Un total de cuarenta y dos trabajadores, muchos pertenecientes al Sindicato Unido Petroleros del Estado (SUPE), fueron víctimas de desaparición forzada. De ese total, veintidós trabajadores eran de la destilería de Ensenada.
Entre 1979 y 1981 la empresa adquirió nuevas naves construidas en Argentina. Tres en Astilleros Alianza: Ingeniero Villa, Libertador San Martín y Ministro Ezcurra II; y tres en Astilleros y Fábricas Navales del Estado: Ingeniero Huergo II, Ingeniero Silveyra y José Fuchs.
Disuelta la Corporación de Empresas Nacionales en 1981, la petrolera pasó al ámbito de la Secretaría de Energía, dependiente del Ministerio de Economía de la Nación.
En 1982, durante la guerra de las Malvinas entre Argentina y el Reino Unido, dos buques de YPF formaron parte de la flota argentina en operaciones. El buque tanque Campo Durán integró el grupo de tareas liderado por el portaaviones ARA Veinticinco de Mayo y el buque tanque Puerto Rosales integró el grupo de tareas liderado por el crucero ARA General Belgrano. Luego de la rendición argentina, la empresa fue expulsada de las Malvinas.
En 1983, se incorporó el buque tanque Capitán Costante, cuyo nombre cambió en 1984 por Presidente Arturo Umberto Illia (quien había fallecido a principios de 1983). Fue el último buque incorporado por la flota de YPF.
En 1987 se fundó el Museo Nacional del Petróleo en Comodoro Rivadavia. Este museo nacional, durante la privatización de la empresa en los años noventa, fue posteriormente transferido a la Universidad Nacional de la Patagonia San Juan Bosco.

## Desguace y privatización
En 1989, el gobierno de Carlos Saúl Menem decidió la privatización de YPF. En diciembre de 1990, en el marco de la aplicación de la Ley de Reforma del Estado, el gobierno dispuso la conversión de «Yacimientos Petrolíferos Fiscales S. E.» en YPF S. A. Posteriormente, por disposición de la Ley de Federalización de Hidrocarburos (n.º 21 145) de 1992, el Estado nacional transfirió «…el dominio público de los yacimientos de hidrocarburos del Estado nacional a las provincias en cuyos territorios se encuentren…». Asimismo, convirtió el capital social de la empresa en acciones, repartidas entre el Estado nacional, las provincias, el personal de YPF y los sujetos privados que compren las acciones del Estado nacional y las provincias; y este capital social fue declarado «sujeto de privatización». Finalmente, el Estado central vendió paulatinamente las acciones hasta la toma del control de la empresa en 1998 por parte de la compañía española Repsol.
La privatización fue resistida por obreros de YPF en la Patagonia en las puebladas de Cutral Co y Plaza Huincul de 1996 y 1997, donde los obreros sufrieron la represión de la Gendarmería Nacional. Lo mismo hicieron los obreros en el norte argentino, en General Mosconi y Tartagal. Surgió de este modo el movimiento piquetero, que luego se extendería al resto del país durante la gran crisis de 2001.
Al mismo tiempo, SUPE se vio afectó negativamente por la baja de empleados en la empresa (por la pérdida de afiliados) y la «flexibilización» de las relaciones laborales; y el sindicato promovió la creación de pequeñas y medianas empresas (PYMEs) de prestación de servicios para YPF S. A.
Desde entonces, YPF ha ocupado un lugar de símbolo de soberanía nacional y su privatización dejó en Argentina una marca negativa de los años noventa. En 2012 el gobierno peronista de Cristina Fernández de Kirchner con apoyo del Congreso decidió la expropiación del 51 % de YPF S. A., permitiendo al Estado la recuperación de la empresa. La decisión es defendida por la izquierda argentina como un acto de reivindicación de la soberanía. Asimismo, la figura del general de división Enrique Mosconi tiene un alto prestigio y es defendida por el peronismo.